# Chamaeraphis
Chamaeraphis, monotpski rod trajnica iz porodice trava. Jedina vrsa je C. hordeacea, australski endem iz Queenslanda i  Sjevernog teritorija.
Rod je opisan u Prodromus Florae Novae Hollandiae 193. 1810.

## Sinonimi
- Setosa Ewart; Ewart & Davies, Fl. N. Territory: 33 (1917)
- Panicum chamaeraphis Trin.; Mém. Acad. Imp. Sci. Saint-Pétersbourg, Sér. 6, Sci. Math., Seconde Pt. Sci. Nat. 3(2): 217 (1834)
- Panicum hordeaceum (R.Br.) Raspail; Ann. Sci. Nat. (Paris) 5: 299 (1825)
- Setosa erecta Ewart & Cookson; A. J. Ewart & O. B. Davies, Fl. N. Territory: 33 (1917)
- Setosa hordeacea (R.Br.) Ewart; Proc. Roy. Soc. Victoria, n. s. 32: 204 (1920)